# Jacob Gerkens
Jacob Gerkens (* 17. Dezember 1830 in Wilhelmsburg; † 13. September 1876 in Hamburg) war ein deutscher Milchhändler und Politiker.

## Leben
Gerkens gehörte von 1868 bis 1874 der Hamburgischen Bürgerschaft an.